# マルクス・ズットナー
マルクス・ズットナー（Markus Suttner 、1987年4月6日 - ）は、オーストリア・ニーダーエスターライヒ州
ホラブルン出身の元プロサッカー選手。元オーストリア代表。現役時代のポジションは、ディフェンダー。

## 経歴

### クラブ
1993年にSKヴラースドルフというチームでサッカーのキャリアを始めた。2001年6月に、FKアウストリア・ウィーンの下部組織であるフランク・ストロナッハアカデミーに移籍。2005年にリザーブチームに昇格した。2008年の夏、トップチームに昇格。10月のリーグ戦でトップチームデビューを飾った。
2015年6月、FCインゴルシュタット04移籍が発表された。
2017年6月、プレミアリーグに昇格したブライトン・アンド・ホーヴ・アルビオンFCに移籍。
2019年1月18日、フォルトゥナ・デュッセルドルフに期限付き移籍。2019年7月30日に完全移籍となった。

### 代表
2011年11月、A代表初招集。 2012年2月、クラーゲンフルトで開催されたフィンランド戦でデビューを果たした。
UEFA EURO 2016ではメンバー入りしたものの、出番はなかった。
2017年5月、代表からの引退を表明。